# Rocca dell'Abisso
La Rocca dell'Abisso è una montagna delle Alpi Marittime sita subito ad ovest del Col di Tenda, alta 2.755 m s.l.m.

## Caratteristiche
Si trova sullo spartiacque principale tra Italia e Francia, nel punto di congiunzione di tre valli: valle Gesso, valle Vermenagna e val Roia.
Dal punto di vista geologico, la montagna è composta da gneiss. In particolare, il versante occidentale è formato da ortogneiss cristallini di età pre-triassica, mentre il versante orientale presenta scisti gneissici del Permiano.
Le origini del nome sono incerte. Alcune fonti la fanno risalire al termine "abisso" nel significato italiano di "voragine", che sarebbe stato assegnato alla montagna a causa delle sue pareti verticali, in particolare riferito al baratro che si apre sul suo versante sudoccidentale, che pare precipitare direttamente nei laghi di Peyrefique o Peirafica, posti a meno di 1 km di distanza (a soli 700 m il lago superiore) ma 400 m più in basso. Altre fonti lo fanno derivare dal termine bise, vento freddo settentrionale.
La prima salita storicamente nota fu realizzata nel 1832 da Lorenzo Pareto e da un anonimo portatore di Chiusa Pesio.

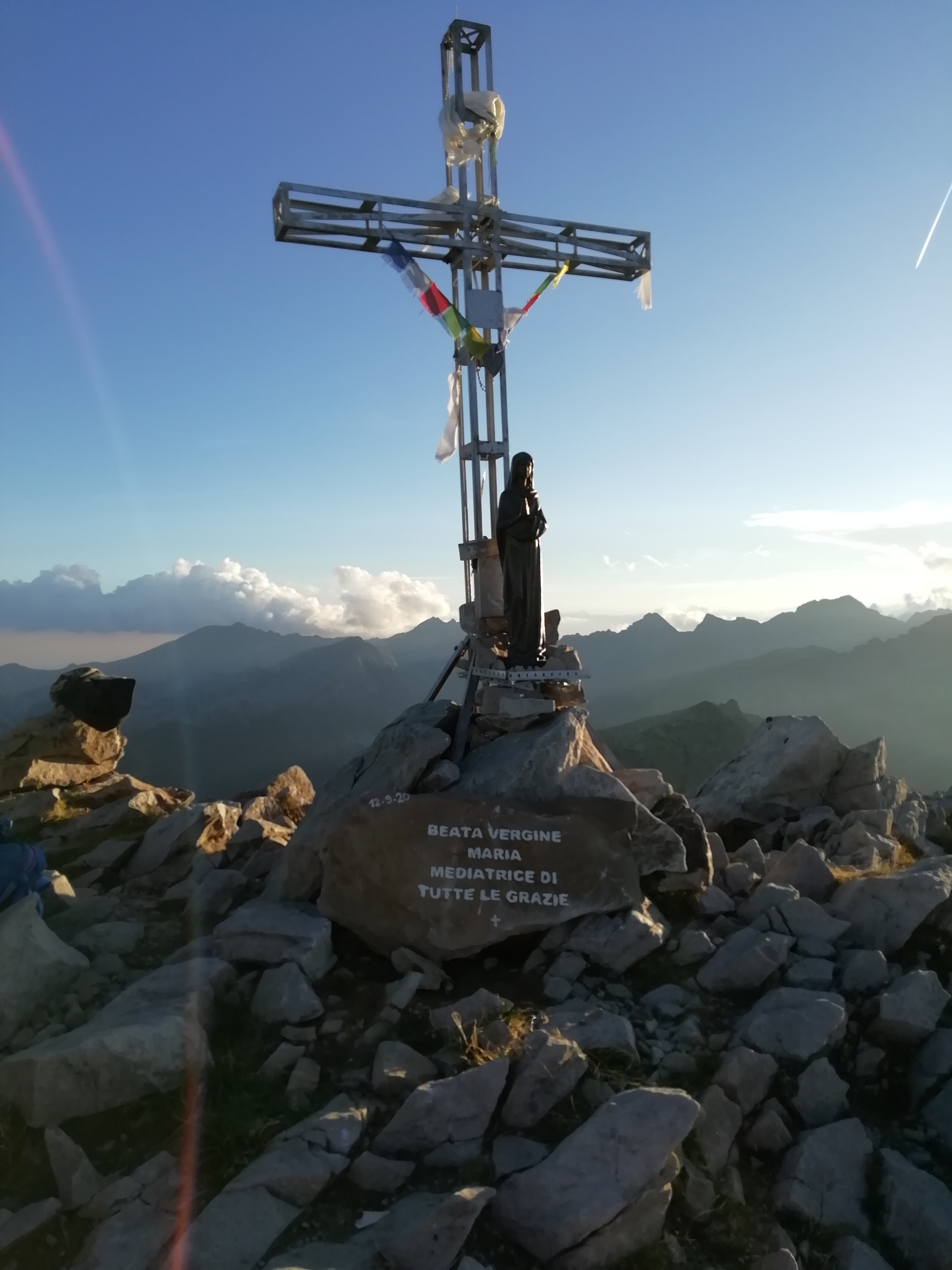
la Croce e la Madonnina poste sulla vetta

Sulla vetta è posta la Croce di vetta ai cui piedi  è collocata una statua in bronzo della Madonna Mediatrice di tutte le grazie.

## Ascensione

### Via normale
La via normale è un percorso di tipo escursionistico, che si sviluppa dal colle di Tenda, in parte sulla vecchia strada militare e in parte su sentiero, fino alla cresta sommitale, seguendo la quale si raggiungono prima la cima sud, caratterizzata da una croce metallica, poi la cima nord, massima elevazione. Il percorso passa in prossimità di numerose opere di fortificazione, risalenti alla fine del XIX secolo.
La difficoltà della salita è di tipo escursionistico; la difficoltà generale è valutata in E,, ma il tratto terminale di cresta tra le cime sud e nord, un po' esposto, è indicato da alcune fonti come EE.

### Altre vie alpinistiche
Le pareti della Rocca offrono diverse possibilità di ascensione di tipo alpinistico. I vicini torrioni Saragat ad esempio presentano alcune vie di questo tipo. Sullo sperone ovest-nord-ovest si sviluppa una via di difficoltà valutata in AD- / AD, con passaggi obbligati fino al III+, e sviluppo di circa 250 m.

### Accesso invernale
In inverno è possibile raggiungere la vetta seguendo la via normale estiva, percorribile con gli sci o con le ciaspole. Con gli sci è possibile iniziare la salita anche dalla val Roia.

## Galleria d'immagini

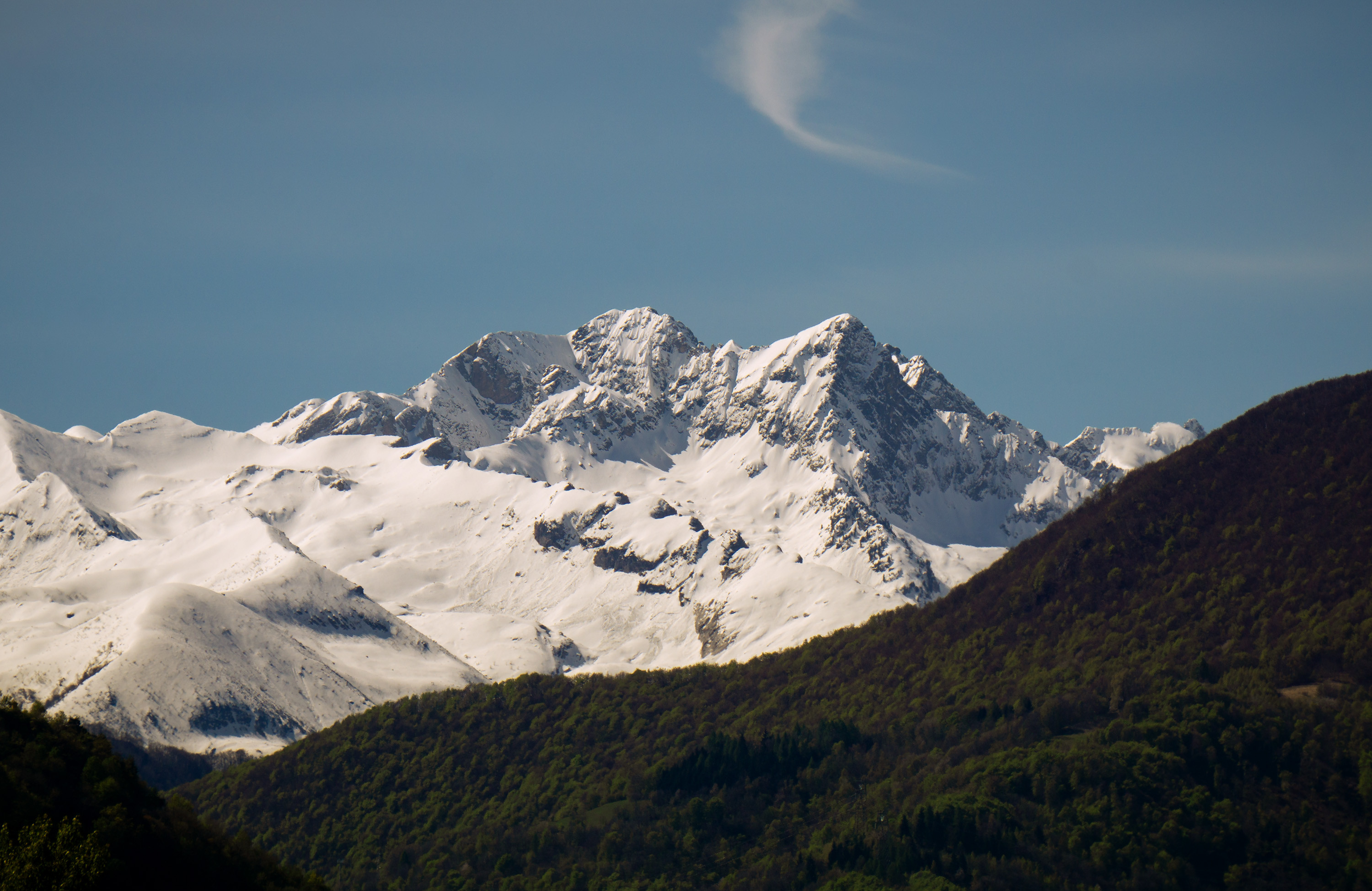
Rocca dell'Abisso (sin) e Frisson (dx) da Cuneo
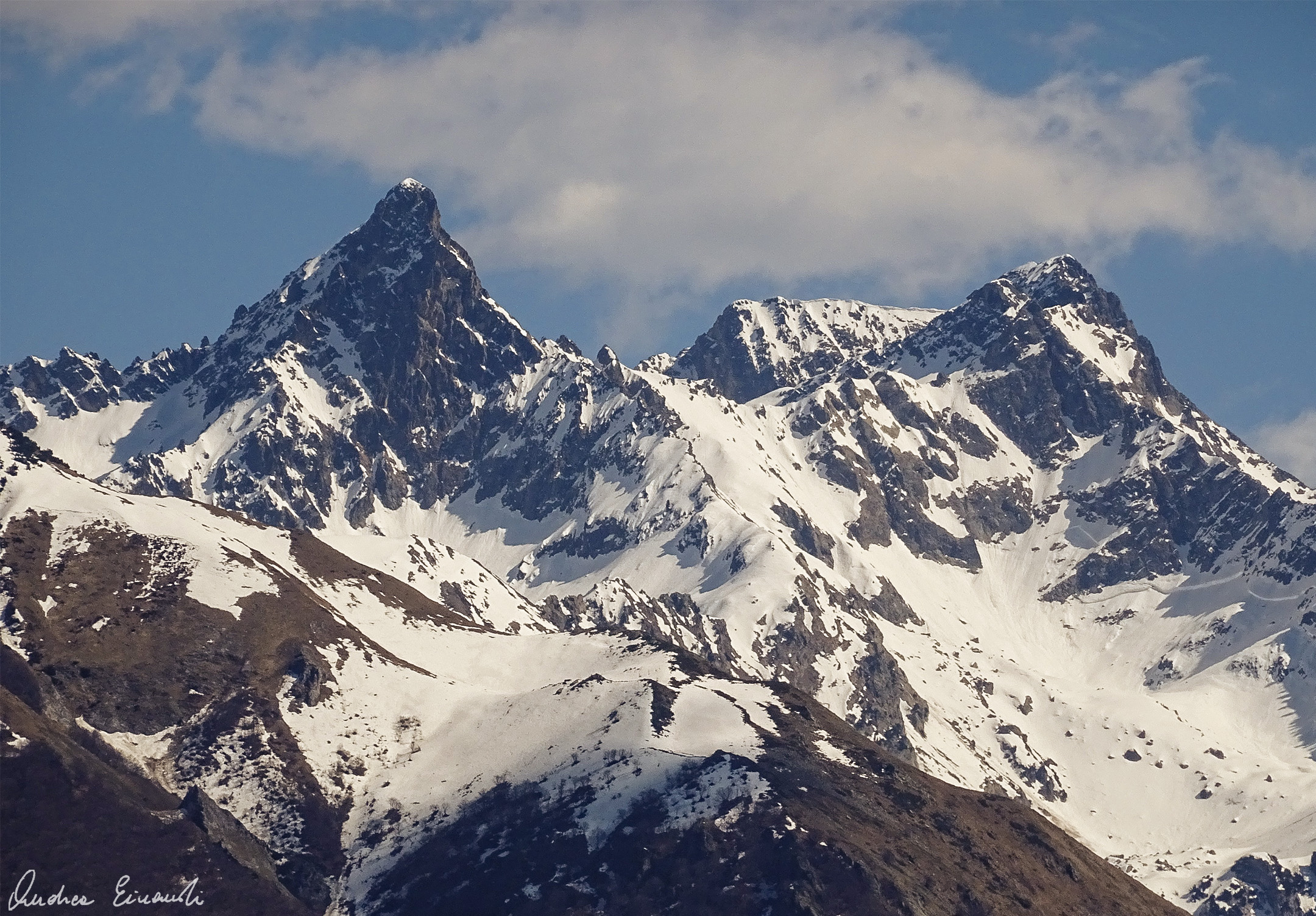
Rocca dell'Abisso (dx) e Frisson (sin) visti da Entracque